# Batocera claudia
Batocera claudia är en skalbaggsart som beskrevs av Francis Polkinghorne Pascoe 1866. Batocera claudia ingår i släktet Batocera och familjen långhorningar. Inga underarter finns listade.